# 坎特伯雷大主教
坎特伯里大主教（英語：Archbishop of Canterbury），又称为坎特伯里圣座（the holy See of Canterbury），繼承了坎特伯里的奧古斯丁的使徒統系，為全英格蘭主教長（The Primate of All England）。他是英格蘭聖公會的主教長暨普世圣公宗中的精神领袖、坎特伯里教省的首席主教，也是坎特伯里教區的教區主教。
坎特伯里大主教的兩個主教座位坐落於英國肯特郡的坎特伯里座堂。
在前任大主教賈斯汀.威爾比於2025年1月6日辭任之後，至今坎特伯雷大主教位依然出缺。

## 角色
今日的坎特伯里大主教有以下的角色：

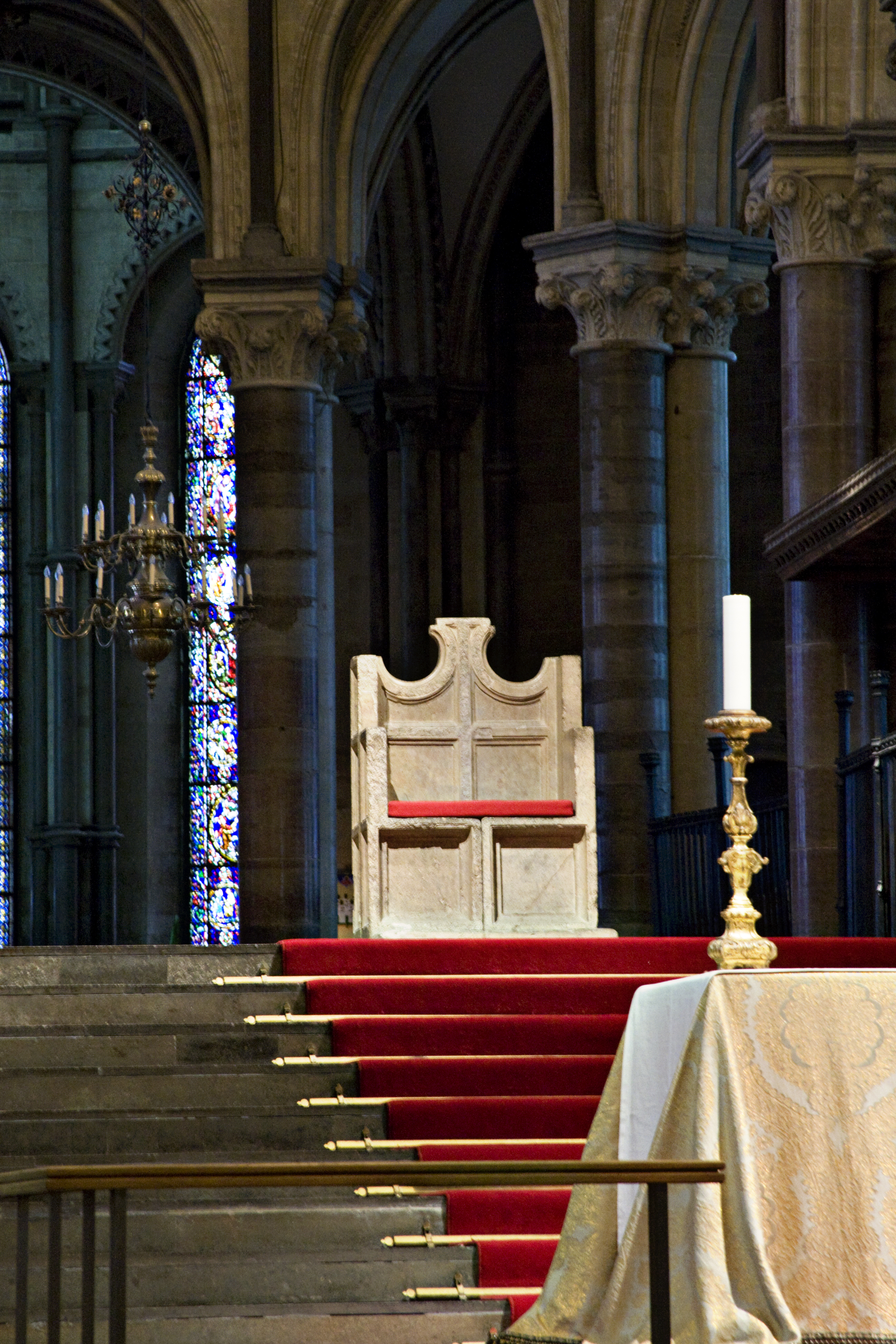
主教座位「聖奧古斯丁之座」

- 坎特伯里教省大主教暨坎特伯里教區主教（The Archbishop of Canterbury and Canterbury Diocese）
- 全英格蘭主教長（Primate of All England）
- 普世聖公宗精神領袖（Spiritual leader of the worldwide Anglican Communion）

他主持自1867年起的每10年一次的普世圣公宗主教會議，雖然他在會中沒有絕對的决定權，但他作为为普世圣公宗中的首领，负责协调普世圣公宗的所有成员教会，并作为普世圣公宗的首领对涉及整个普世圣公宗或者同时涉及多个成员教会的事务具有最终裁定权。